# Alfa Romeo Giulia (952)
Alfa Romeo Giulia (Серия 952) — автомобиль среднего класса, выпускающийся компанией Alfa Romeo с февраля 2016 года. Данная модель заменила Alfa Romeo 159. Автомобиль был представлен 24 июня 2015 года, на 105-летие компании Alfa Romeo.
Запуск Giulia уже откладывался несколько раз. По имеющимся сообщениям дизайн автомобиля несколько раз возвращался на чертёжную доску по приказу исполнительного директора Fiat Серджио Маркионне.

## Двигатели
Помимо высокопроизводительного 90° V6 с двумя турбинами для версии Quadrifoglio, линейка двигателей состоит из рядных 4-цилиндровых бензиновых и дизельных моторов. 
Версия Quadrifoglio оснащается  алюминиевым твинтурбовым 90° V6 с непосредственным впрыском объемом 2,9. Турбины производства IHI развивают давление до 2 бар, позволяя двигателю выдавать мощность 513 лс. и 600 Нм крутящего момента. Благодаря системе отключения цилиндров (с возможностью отключения 3 из 6 цилиндров) автомобиль показывает расход топлива 8,5 литров на 100 километров при смешанном цикле.
Бензиновые двигатели l4 относятся к семейству Global Medium Engine, разработанному Alfa Romeo в 2016 году. Они имеют объём 1995 см³ и мощность 200 или 280 лс. Двигатели оснащены системой MultiAir, регулирующей фазы газораспределения и подъём клапанов.
В 2016 году на Женевском автосалоне была представлена Giulia AE (Advanced Efficiency) с дизельным двигателем 2.2 L I4 Multijet II AE мощностью 178 лс. и 8-ступенчатой автоматической коробкой передач. В комбинированном цикле двигатель потребляет 4,2 литра топлива на 100 километров пробега, при этом выбросы CO2 составляют всего 99 г/км. Для достижения таких показателей был применен ряд особых технических решений, например, клапан EGR низкого давления, повышающий эффективность двигателя, водо-воздушный интеркулер, вторичный контур охлаждения двигателя в дополнение к основному и специально подобранные передаточные числа в коробке передач.
К 2019 модельному году дизельные двигатели были усовершенствованы для соответствия стандарту Евро 6 путем внедрения технологии AdBlue.

## Безопасность
Автомобиль прошёл тест Euro NCAP в 2016 году:
| Euro NCAP                                         | Euro NCAP | Euro NCAP | Euro NCAP             |
| ------------------------------------------------- | --------- | --------- | --------------------- |
| · общий рейтинг                                   |           |           |                       |
| 98%                                               | 81%       | 69%       | 60%                   |
| взрослый пассажир                                 | ребёнок   | пешеход   | активная безопасность |
| Протестированная модель: Alfa Romeo Giulia (2016) |           |           |                       |

## Оценки журналистов
Alfa Romeo Giulia заняла второе место при подведении итогов премии автомобильных журналистов «Европейский автомобиль года» в 2017 году (с 296 очками), немного уступив только кроссоверу Peugeot 3008 (на 23 очка). Далеко позади остались Mercedes E-class (W213) (3-е место, 197 очков) и другие модели, такие как Citroën C3, Nissan Micra, Toyota C-HR, Volvo S90.